# Rainer Kampling
Rainer Kampling (né le 2 décembre 1953 à Neuenkirchen, Münsterland) est un théologien catholique allemand. Ses recherches portent sur la théologie et l'histoire des relations judéo-chrétiennes.

## Biographie
Rainer Kampling étudie la théologie catholique romaine, la philologie latine et les études juives à l'Université westphalienne Guillaume de Münster. En 1983, il obtient son doctorat avec la thèse Le Sang du Christ et les Juifs. Matthieu 27:25 chez les auteurs chrétiens de langue latine jusqu'à Léon le Grand. Kampling est professeur de théologie biblique / Nouveau Testament à l'Université libre de Berlin depuis 1992. Il est signataire du mémorandum « Église 2011 : un renouveau nécessaire (de) ». L'un de ses projets de recherche est consacré à l'école catholique de Tübingen du XIXe siècle.

## Publications
- mit Bruno Schlegelberger (de): Wahrnehmung des Fremden. Christentum und andere Religionen, Morus Verlag, Berlin 1996.
- mit Josef Schreiner (de): Der Nächste, der Fremde, der Feind. Perspektiven des Alten und Neuen Testaments (= Die Neue Echter Bibel. Themen, Band 3). Echter, Würzburg 2000,  (ISBN 3-429-02169-3).
  - polnische Übersetzung: Blizni, obcy, nieprzyjaciel. Z perspektywy Starego i Nowego Testamentu. Krakau 2001.
  - italienische Übersetzung:  Il Prossimo, lo Straniero, il Nemico. Bologna 2001.
- Im Angesicht Israels. Studien zum historischen und theologischen Verhältnis von Kirche und Israel, Verlag Katholisches Bibelwerk, Stuttgart 2002.
- Erbauung. Vom Wort reden. Lang, Frankfurt am Main 2007.